# Radar a onda continua
In telecomunicazioni il radar a onda continua (CW) è un particolare tipo di radar che trasmette, e quindi riceve, onde continue, tipicamente dall'andamento sinusoidale anziché trasmettere e ricevere semplici impulsi elettromagnetici di durata limitata come nel radar classico ad impulsi.

## Caratteristiche
Questo tipo di radar può essere di tipo bistatico ovvero con un'antenna trasmittente ed una ricevente distinte.
In questo tipo di radar inoltre la possibilità di misurare la distanza del bersaglio è legata alla ampiezza della banda, che deve essere abbastanza larga; per questo bisogna applicare alla portante un qualche tipo di marca temporale che permetta di avere informazioni sul tempo di trasmissione e di ritorno. Più questa sarà rapida, migliore sarà la misura, ma altrettanto maggiore sarà la banda, e ciò non sempre è realizzabile, per cui bisogna giungere ad un trade-off tra questi parametri.
Lo spettro di trasmissione CW può essere modulato sia in frequenza che in ampiezza.
Nel primo caso si parla di radar FMCW; in essi la frequenza trasmessa viene variata in funzione del tempo in modo noto. Si supponga che la frequenza trasmessa aumenti linearmente col tempo; se un oggetto riflettente si trova a distanza R, il segnale d'eco, rappresentato in figura dalla linea tratteggiata, tornerà dopo un tempo
{\displaystyle T={\frac {2R}{C}}}
Se questo segnale va in ingresso ad un mixer a eterodina con una parte del segnale trasmesso si produce il battimento fb; in assenza di slittamento Doppler di frequenza, fb (frequenza differenza) rappresenta una misura della distanza del bersaglio, e fb=fr, dove fr è il battimento dovuto esclusivamente alla distanza del bersaglio.
Se la rapidità di variazione della frequenza portante è f, la frequenza di battimento è
{\displaystyle f_{r}={f_{0}T}={{f_{0}2R} \over {C}}}
La frequenza, però, non può variare sempre in un'unica direzione: è necessaria una periodicità nella modulazione, che tipicamente è triangolare, ma può anche essere a dente di sega, sinusoidale o d'altra forma.

Se la frequenza è modulata con rapidità fm sull'intervallo Δf, la frequenza di battimento è:
{\displaystyle f_{r}={{2R2f_{m}\Delta f} \over {C}}}, da cui si determina la distanza R dell'oggetto.
Fino a questo momento è stato considerato il caso in cui un bersaglio è fisso, ma se tale bersaglio è mobile la situazione cambia notevolmente, poiché alla nota di battimento si sovrapporrà uno slittamento Doppler (o, più correttamente, un effetto Doppler) che potrebbe causare un'errata misurazione della distanza: esso farà sì che il diagramma frequenza-tempo del segnale d'eco sia slittato verso l'alto o il basso.
Dunque ora ci si trova con due distinte frequenze di battimento fb(up) =fr - fd, e fb(down) = fr+fd.

Vanno distinti due casi: se fr > fd, la semisomma di fb(up) e fb(down) dà fr, mentre la semidifferenza fd; se invece fr < fd, la regola viene invertita: la semisomma dà fd, e la semidifferenza fr.
In questo modo è garantita anche la misura della distanza per bersagli in movimento e la distinzione di questi ultimi rispetto a quelli fermi.